# Форосна
Форо́сна — село в Україні, у Ванчиковецькій сільській громаді Чернівецького району Чернівецької області.

## Історія
З 24 серпня 1991 року село входить до складу незалежної України.
17 липня 2020 року, в результаті адміністративно-територіальної реформи і ліквідації Новоселицького району, село увійшло до складу Чернівецького району.

## Уродженці села
- Чеботар Володимир Федорович — Радіожурналіст, публіцист. Член НСЖУ. Народився 01.02.1941 р., с. Форосна Новоселицького району. У 1967 р. закінчив філфак Чернівецького держуніверситету. Працював на творчих посадах у редакції румунського мовлення Чернівецької облтелерадіокомпанії. Він розповідав про багатьох, а про нього — практично ніхто. Професор ЧНУ Н. Бабич сказала: «…коли українська мова стала державною, започаткувалася передача „Cuvântul ucrainean“ („Українське слово“), редактором якої був Володимир Федорович Чеботар. Ми з ним пропрацювали 15 років. Спочатку удвох вели передачу: він по-румунськи, я по-українськи. І ми добре розуміли одне одного, попри те, він володіє українською, а я румунську знаю третє через десяте. Я тоді винесла звідти собі думку, що ця людина — філософ від народу. Я йому це казала не раз і кажу зараз…». Юхим Гусар.